# Dudleya viscida
Dudleya viscida är en fetbladsväxtart som först beskrevs av S. Wats., och fick sitt nu gällande namn av Reid Venable Moran. Dudleya viscida ingår i släktet Dudleya och familjen fetbladsväxter. Inga underarter finns listade i Catalogue of Life.

## Bildgalleri

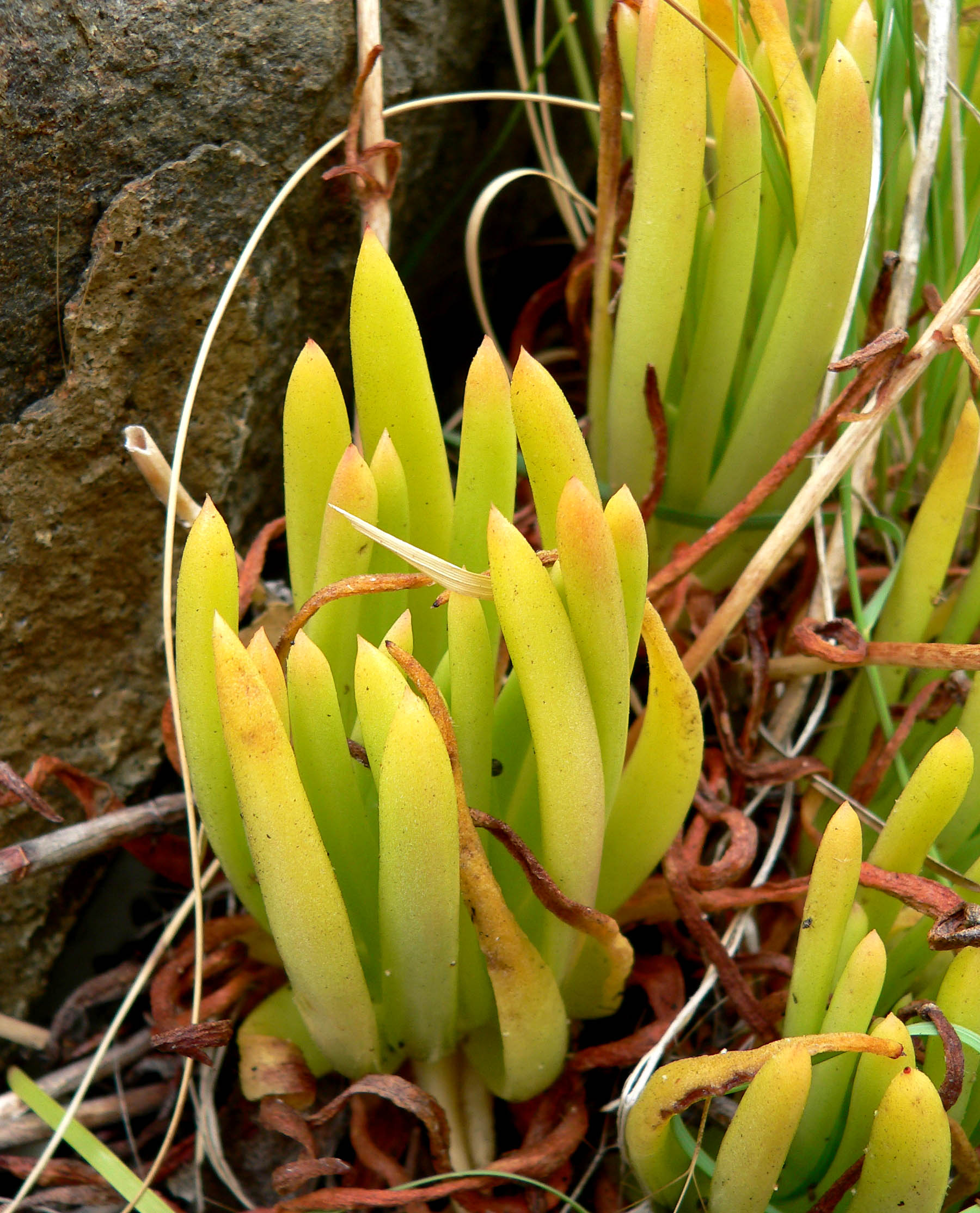
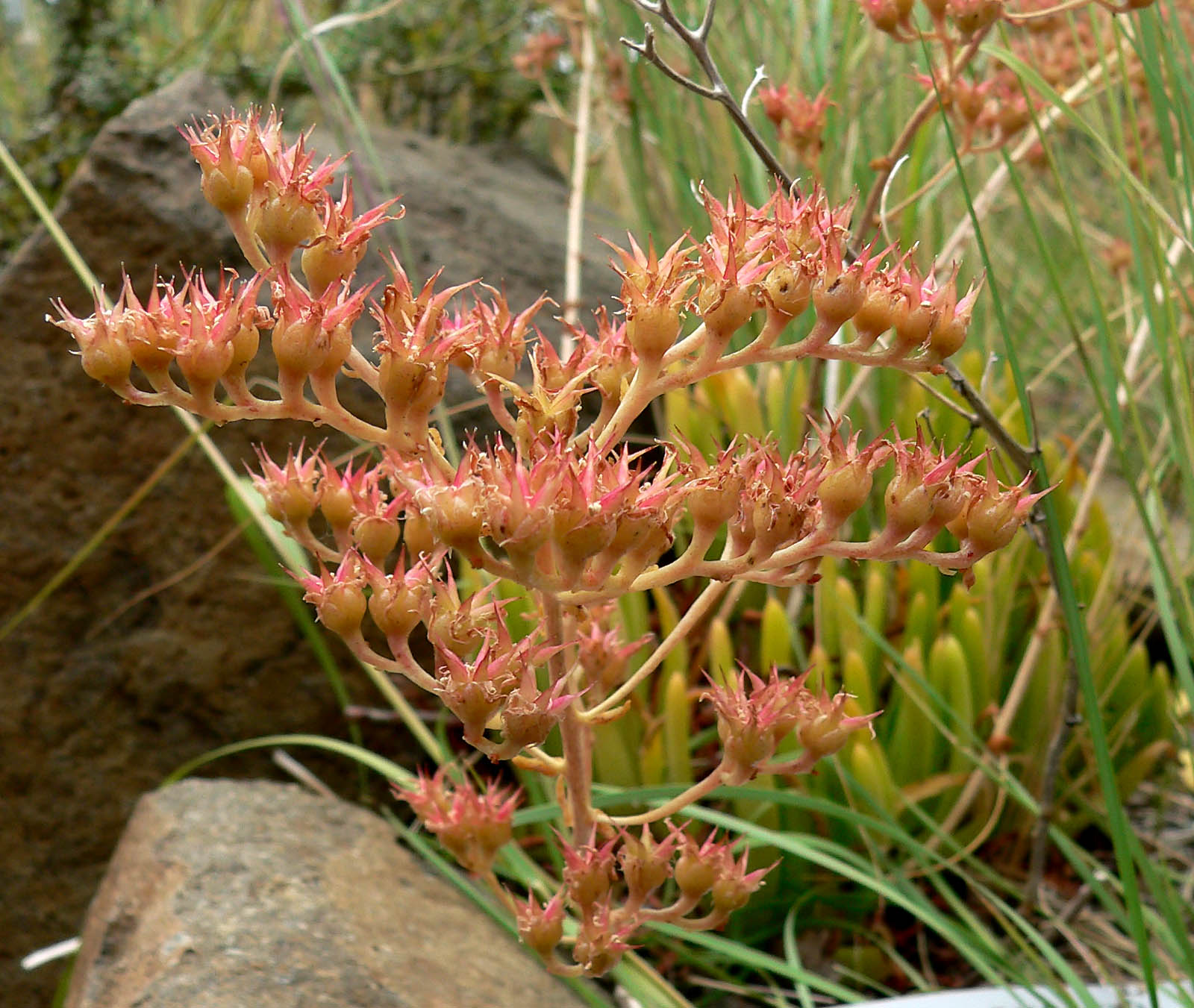
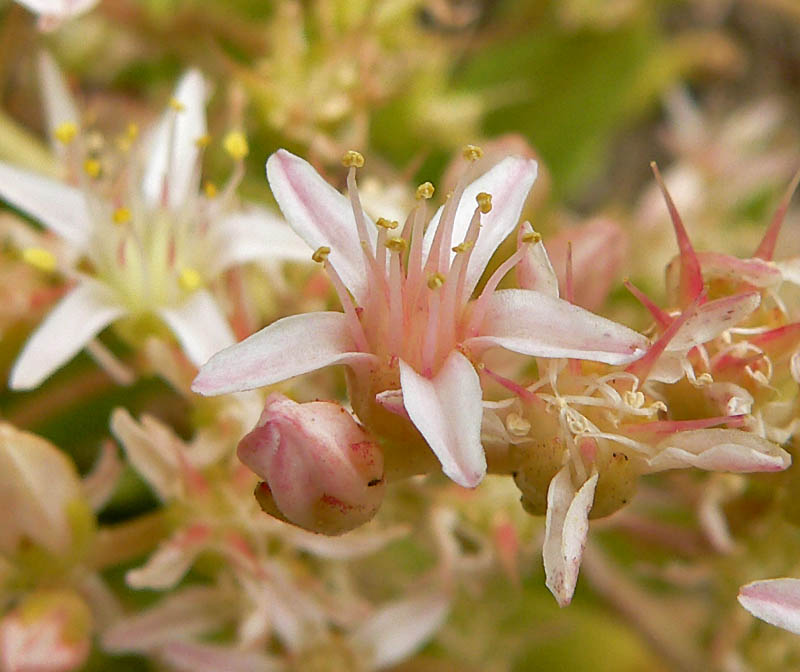